# Kamifukuoka
Kamifukuoka (上福岡市 Kamifukuoka-shi?) a fost un municipiu din Japonia, prefectura Saitama.
La 1 octombrie 2005, în rezultatul comasării municipiului Kamifukuoka cu orașul Ōi din districtul Iruma, a fost creat municipiul Fujimino.